# Artin–Verdierdualitet
Inom matematiken är Artin–Verdierdualitet en dualitetssats för konstruktibla abelska kärven över spektret av en ring av algebraiska talen, introducrad av Artin och Verdier (1964), som generaliserar Tatedualiteten.

### Allmänna källor
- Artin, Michael; Verdier, Jean-Louis (1964), ”Seminar on étale cohomology of number fields”, Lecture notes prepared in connection with the seminars held at the summer institute on algebraic geometry. Whitney estate, Woods hole, Massachusetts. July 6 – July 31, 1964, Providence, R.I.: American Mathematical Society, arkiverad från ursprungsadressen  den maj $e, 2011, https://web.archive.org/web/20110526230017/http://www.jmilne.org/math/Documents/woodshole3.pdf
- Mazur, Barry (1973), ”Notes on étale cohomology of number fields”, Annales Scientifiques de l'École Normale Supérieure. Quatrième Série 6:  521–552, ISSN 0012-9593, http://www.numdam.org/item?id=ASENS_1973_4_6_4_521_0